# Black Lotus Records
Black Lotus Records bylo nezávislé řecké hudební vydavatelství se sídlem v obci Dafni-Ymittos založené v roce 1998 Georgem Zaharopulosem (alias Magus Wampyr Daoloth, mj. spoluzakladatel řecké blackmetalové kapely Necromantia) a Andreasem Stasinopulosem. Zabývalo se všemi druhy metalové hudby, např. black metalem, death metalem, gothic metalem, power metalem, thrash metalem atd.
Na vydaných nahrávkách používalo katalogová čísla se zkratkou BLR.
V roce 2006 vyhlásilo vydavatelství bankrot. Na své oficiální webové stránky umístilo v květnu 2006 oznámení o "odložení vydávání nových titulů na dobu neurčitou, protože se vydavatelství přestavuje a hledá nové spolupracovníky".

## Kapely
Seznam vybraných kapel, jejichž desky vyšly u Black Lotus Records:
- Acid Death
- Akercocke
- Astarte
- Hortus Animae
- Infernäl Mäjesty
- Naer Mataron
- Necromantia
- Nightfall
- Pitbulls in the Nursery
- Sacrificium
- Septicflesh
- Thanatos
- Thou Art Lord
- Varathron